# Golfpokal
Der Golfpokal (arabisch كأس الخليج العربي Ka's al-chalīdsch al-ʿarabī, DMG kaʾs al-ḫalīǧ al-ʿarabī, englisch Arabian Gulf Cup) ist ein seit 1970 ausgetragener Fußballwettbewerb zwischen den Fußballnationalmannschaften der acht arabischen Mitgliedsstaaten des Arab Gulf Cup Football Federation (AGCFF). Dieses Turnier findet unregelmäßig alle zwei bis drei Jahre in einem der Teilnehmerländer statt, bisher wurden 23 Ausgaben in acht Ländern ausgetragen.
Aktueller Titelträger ist die Mannschaft des Irak.

## Geschichte
Die Idee zu diesem Turnier kam während der Olympischen Spiele 1968 in Mexiko. Initiator war Khalid al-Faisal, Sohn des saudischen Königs Faisal ibn Abd al-Aziz während einer Sitzung der Delegationen Saudi-Arabiens, Kuwaits, Bahrains und Katars. Während des Turniers informierte die bahrainische Delegation den FIFA-Präsidenten Stanley Rous über dieses Vorhaben. Am 19. Juni 1969 lud die Bahrainische Fußball-Föderation die Verbände dieser Länder zur Teilnahme an dem 1970 stattfindenden Golfpokal ein. Das erste Turnier wurde schließlich zwischen dem 27. März und 3. April 1970 ausgetragen und endete mit dem Gewinn des Pokals durch die kuwaitische Nationalmannschaft. Danach wurde beschlossen, das Turnier zunächst alle zwei Jahre auszutragen.
Kuwait, zum damaligen Zeitpunkt einziger Teilnehmer mit einer organisierten Fußballliga, dominierte die ersten Auflagen klar und gewann diese Turniere ohne größere Mühe. 1974 schaffte die Mannschaft den Gewinn ohne einen einzigen Gegentreffer in fünf Spielen, dies konnte bisher nur von einer anderen Mannschaft (Oman 2009) wiederholt werden. Stärkster Gegner der Kuwaitis war der Irak, der seit 1976 teilnahm, bereits bei der ersten Teilnahme führte der Irak im Spiel gegen Kuwait zwischenzeitlich mit 2:0 und brachte den Titelverteidiger an den Rande seiner ersten Niederlage. Den Kuwaitis gelangen aber danach zwei Spieltreffer, das entscheidende Spiel gegen den Irak wurde schließlich mit 4:2 gewonnen.
1979 endete die Dominanz Kuwaits, als der Irak vor eigenem Publikum alle seine sechs Spiele gewinnen konnte und zum ersten Mal Meister wurde. Am 29. März 1979 verlor Kuwait das Spiel gegen den Irak mit 1:3 und musste so seine erste Niederlage nach neun Jahren hinnehmen. In den 1980er Jahren wechselten sich die Iraker und Kuwaitis jeweils als Gewinner ab: 1982 wurde Kuwait nach dem Rückzug der Iraker erneut Sieger, 1984 gewann der Irak das Turnier im Entscheidungsspiel gegen Katar, 1986 ginge der Titel wiederum an Kuwait, während der Irak 1988 zum dritten Mal Meister wurde. Nachdem beim Golfpokal 1990 sowohl der Irak als auch Saudi-Arabien auf eine Teilnahme verzichtet hatten, wurde die irakische Mannschaft aufgrund der Kuwait-Invasion und des zweiten Golfkrieges von der Teilnahme ausgeschlossen. 1992 gelang es Katar als dritter Mannschaft, das Turnier zu gewinnen. 1994 wurde Saudi-Arabien der vierte Sieger. Seither haben Kuwait (1996, 1998, 2010), Saudi-Arabien (2002, 2003), Katar (2004), die Vereinigten Arabischen Emirate (2007, 2013) und der Oman (2009) das Turnier gewonnen. In drei Ausgaben in Folge sicherten sich die Gastgeber stets den Titel. Das Turnier 2010 wurde im Jemen ausgetragen. Das Land war zum ersten Mal in seiner Geschichte Ausrichter des Turniers.
Ab 2004 wurden auch Handball-, Volleyball- und Basketballturniere ausgetragen, diese spielen allerdings nur eine untergeordnete Rolle.

## Austragungsmodus
An der ersten Ausgabe 1970 nahmen die Mannschaften aus Kuwait, Bahrain, Katar und Saudi-Arabien teil. Zu diesen Mannschaften kamen 1972 die Vereinigten Arabischen Emirate, 1974 der Oman und schließlich 1976 der Irak hinzu. Nach dem Ausschluss des Irak reduzierte sich das Teilnehmerfeld aus sechs Mannschaften, ehe 2003 mit dem Jemen eine siebte Mannschaft teilnehmen durfte. Nach dem Sturz Saddam Husseins durften die Iraker ab 2004 wieder teilnehmen.
In den Turnieren 1970–1972 und 1976–2003 spielte jede Mannschaft gegen die jeweils andere, die Mannschaft die am Ende die höchste Punktzahl erreicht wurde zum Gewinner erklärt. Bis 1992 entschied bei Punktgleichheit weder die Tordifferenz noch der direkte Vergleich über den Gewinn. Mannschaften, die dieselbe Anzahl von Punkten aufweisen, mussten ein Entscheidungsspiel austragen (dies trat 1976 im Spiel Kuwait-Irak und 1984 Irak-Katar ein). 1974 wurde zunächst eine Gruppenphase, danach K.-o.-Spiel ausgetragen.
Nachdem die Anzahl der Mannschaften 2004 auf acht erhöht wurde, führte man die Gruppenphase wieder ein. Die acht Mannschaften werden in zwei verschiedene Gruppen gelost, die beiden Gruppenbesten erreichen dann das Halbfinale. 2004 wurde noch ein Spiel um den dritten Platz ausgetragen, dies entfiel bei den Ausgaben von 2007 und 2009.
In der Geschichte des Turniers wurde insgesamt um vier verschiedene Pokale gespielt. Der erste wurde im Libanon hergestellt und 1970 bis 1976 verwendet, danach durfte Kuwait diesen Pokal für immer behalten. Die weiteren Pokale wurden in Frankreich, Deutschland und Italien hergestellt.

## Die Turniere im Überblick
| Jahr         | Gastgeber     | Finale        | Finale               | Finale        | Spiel um Platz drei | Spiel um Platz drei | Spiel um Platz drei |
| Jahr         | Gastgeber     | Sieger        | Ergebnis             | 2. Platz      | 3. Platz            | Ergebnis            | 4. Platz            |
| ------------ | ------------- | ------------- | -------------------- | ------------- | ------------------- | ------------------- | ------------------- |
| 1970 Details | Bahrain       | Kuwait        | Ligasystem           | Bahrain       | Saudi-Arabien       | Ligasystem          | Katar               |
| 1972 Details | Saudi-Arabien | Kuwait        | Ligasystem           | Saudi-Arabien | VA Emirate          | Ligasystem          | Katar               |
| 1974 Details | Kuwait        | Kuwait        | 4:0                  | Saudi-Arabien | Katar               | 1:1, 4:1 i. E.      | VA Emirate          |
| 1976 Details | Katar         | Kuwait        | 4:2                  | Irak          | Katar               | Ligasystem          | Bahrain             |
| 1979 Details | Irak          | Irak          | Ligasystem           | Kuwait        | Saudi-Arabien       | Ligasystem          | Bahrain             |
| 1982 Details | VA Emirate    | Kuwait        | Ligasystem           | Bahrain       | VA Emirate          | Ligasystem          | Saudi-Arabien       |
| 1984 Details | Oman          | Irak          | 1:1, 3:2 i. E.       | Katar         | Saudi-Arabien       | Ligasystem          | VA Emirate          |
| 1986 Details | Bahrain       | Kuwait        | Ligasystem           | VA Emirate    | Saudi-Arabien       | Ligasystem          | Katar               |
| 1988 Details | Saudi-Arabien | Irak          | Ligasystem           | VA Emirate    | Saudi-Arabien       | Ligasystem          | Bahrain             |
| 1990 Details | Kuwait        | Kuwait        | Ligasystem           | Katar         | Bahrain             | Ligasystem          | Oman                |
| 1992 Details | Katar         | Katar         | Ligasystem           | Bahrain       | Saudi-Arabien       | Ligasystem          | VA Emirate          |
| 1994 Details | VA Emirate    | Saudi-Arabien | Ligasystem           | VA Emirate    | Bahrain             | Ligasystem          | Katar               |
| 1996 Details | Oman          | Kuwait        | Ligasystem           | Katar         | Saudi-Arabien       | Ligasystem          | VA Emirate          |
| 1998 Details | Bahrain       | Kuwait        | Ligasystem           | Saudi-Arabien | VA Emirate          | Ligasystem          | Oman                |
| 2002 Details | Saudi-Arabien | Saudi-Arabien | Ligasystem           | Katar         | Kuwait              | Ligasystem          | Bahrain             |
| 2003 Details | Kuwait        | Saudi-Arabien | Ligasystem           | Bahrain       | Katar               | Ligasystem          | Oman                |
| 2004 Details | Katar         | Katar         | 2:2, 5:4 i. E.       | Oman          | Bahrain             | 3:1                 | Kuwait              |
| 2007 Details | VA Emirate    | VA Emirate    | 1:0                  | Oman          | nicht ausgetragen   | nicht ausgetragen   | nicht ausgetragen   |
| 2009 Details | Oman          | Oman          | 0:0 n. V., 6:5 i. E. | Saudi-Arabien | nicht ausgetragen   | nicht ausgetragen   | nicht ausgetragen   |
| 2010 Details | Jemen         | Kuwait        | 1:0 n. V.            | Saudi-Arabien | nicht ausgetragen   | nicht ausgetragen   | nicht ausgetragen   |
| 2013 Details | Bahrain       | VA Emirate    | 2:1 n. V.            | Irak          | Kuwait              | 6:1                 | Bahrain             |
| 2014 Details | Saudi-Arabien | Katar         | 2:1                  | Saudi-Arabien | VA Emirate          | 1:0                 | Oman                |
| 2017 Details | Kuwait        | Oman          | 0:0 n. V., 5:4 i. E. | VA Emirate    | nicht ausgetragen   | nicht ausgetragen   | nicht ausgetragen   |
| 2019 Details | Katar         | Bahrain       | 1:0                  | Saudi-Arabien | nicht ausgetragen   | nicht ausgetragen   | nicht ausgetragen   |
| 2023 Details | Irak          | Irak          | 3:2 n. V.            | Oman          | nicht ausgetragen   | nicht ausgetragen   | nicht ausgetragen   |
| 2024 Details | Kuwait        | Bahrain       | 2:1                  | Oman          | nicht ausgetragen   | nicht ausgetragen   | nicht ausgetragen   |
| 2026 Details | Saudi-Arabien |               |                      |               | nicht ausgetragen   | nicht ausgetragen   | nicht ausgetragen   |

## Rangliste
| Rang | Land               | Titel | Jahr(e)                                                    | 2. Platz | 3. Platz | 4. Platz |
| ---- | ------------------ | ----- | ---------------------------------------------------------- | -------- | -------- | -------- |
| 1    | Kuwait             | 10    | 1970, 1972, 1974, 1976, 1982, 1986, 1990, 1996, 1998, 2010 | 1        | 2        | 1        |
| 2    | Irak               | 4     | 1979, 1984, 1988, 2023                                     | 2        | 0        | 0        |
| 3    | Saudi-Arabien      | 3     | 1994, 2002, 2004                                           | 7        | 7        | 1        |
| 4    | Katar              | 3     | 1992, 2004, 2014                                           | 4        | 3        | 4        |
| 5    | Ver. Arab. Emirate | 2     | 2007, 2013                                                 | 3        | 5        | 4        |
| 6    | Oman               | 2     | 2009, 2017                                                 | 3        | 0        | 4        |
| 7    | Bahrain            | 1     | 2019                                                       | 4        | 3        | 5        |

## Statistik

### Rekordtorschützen
| Rang | Spieler                    | Tore |
| ---- | -------------------------- | ---- |
| 1    | Jassim Yaqoub              | 18   |
| 2    | Hussain Said               | 17   |
|      | Madschid Mohammed Abdullah | 17   |
| 4    | Jassim al-Houwaidi         | 14   |
|      | Faisal ad-Dachil           | 14   |

### Sonstige Rekorde
- Meiste Spiele: Kuwait (111 Spiele)
- Meiste Tore: Kuwait (195 Tore)
- Meiste Gegentore: Oman (177 Gegentore)
- Bester Torschütze: Jassim Yaqoub (Kuwait, 18 Tore)
- Meiste Tore in einem Turnier: Hussain Said (Irak, erzielte 1979 zehn Tore)
- Meiste Tore in einem Spiel: Madschid Mohammed Abdullah (Saudi-Arabien, traf 1979 beim 7:0 über Katar sechsmal ins Tor)
- Torreichste Spiele: Kuwait 8:0 Oman (1976), Irak 7:1 Saudi-Arabien (1976), Kuwait 6:2 Katar (1998)
- Die höchsten Siege: Kuwait 8:0 Oman (1976), Kuwait 7:0 VAE (1972), Kuwait 7:0 VAE (1979), Saudi-Arabien 7:0 Katar (1979), Irak 7:0 Oman (1979)
- Torreichstes Turnier: Katar 1976 mit 84 Toren
- Längste Sieglosserie: Der Oman blieb zwischen dem 16. März 1974 und dem 10. März 1988 in 37 Spielen ohne einen einzigen Sieg.